# Équilibre calco-carbonique
 (septembre 2013).
Si vous disposez d'ouvrages ou d'articles de référence ou si vous connaissez des sites web de qualité traitant du thème abordé ici, merci de compléter l'article en donnant les références utiles à sa vérifiabilité et en les liant à la section « Notes et références ».
L'équilibre calco-carbonique d'une eau est un état d'équilibre chimique dans lequel les concentrations en dioxyde de carbone, hydrogénocarbonate (anciennement désigné par bicarbonate ou carbonate acide) et carbonate ne varient pas en présence de carbonate de calcium (à température fixe et atmosphère fixe en pression et en composition).
Lorsque l'on soumet des eaux à un traitement complet avant leur distribution, il n'est pas rare que le pH de sortie soit inférieur à 6,5. La nécessité de limiter la corrosion des conduites de distribution en acier amène le producteur à ajuster (par valeur supérieure) le pH à une valeur proche du pH d'équilibre, dit aussi pH de saturation (pHs), qui fait référence à l'équilibre du carbonate de calcium. Dans le même temps il est important de maintenir une eau qui ne soit ni trop douce, ni trop dure.
À la sortie de l'usine de traitement une eau « à l'équilibre » va évoluer (légèrement en général) et ne sera pas tout à fait « à l'équilibre » au robinet, à cause des variations de température et de qualité de l'atmosphère dans le réseau de distribution.

## Généralités
L'équilibre calco-carbonique fait intervenir le dioxyde de carbone ({\displaystyle {\ce {CO2}}})  qui est d'origine atmosphérique, rhizosphérique et parfois volcanique. Le {\displaystyle {\ce {CO2}}} apporté à l'eau l'acidifie : une eau pure à l'abri du {\displaystyle {\ce {CO2}}} a un pH de 7 à 25 °C mais dès qu'elle est mise en contact avec le dioxyde de carbone, le pH descend à 5,7 pour une concentration de 1 mg l−1 et à 5,1 pour une concentration de 8 mg l−1.
Cette eau lors de son infiltration et de sa percolation dans les substrats géologiques sédimentaires, peut, du fait de son pH acide, solubiliser les sels minéraux constitutifs de ces couches.
Une eau en contact avec un excès de carbonate de calcium le dissoudra jusqu'à atteindre un état d'équilibre chimique dit équilibre calco-carbonique. Si l'eau n'entre pas en contact avec une couche sédimentaire riche en calcium, elle sera naturellement douce : les eaux de Bretagne, du Massif Central…
L'étude de cet équilibre permet de prévoir la tendance d'une eau soumise à des modifications de paramètres chimiques (adoucissement à la chaux, adoucissement à la soude, adoucissement sur résines échangeuses, correction du TAC et reminéralisation, etc.) ou thermique.
Ainsi à partir d'une analyse de l'eau peut-on déterminer si l'eau aura une tendance entartrante : c'est-à-dire qu'un dépôt peut se former, ou au contraire agressive vis-à-vis du carbonate de calcium : c'est-à-dire qu'elle peut dissoudre un dépôt existant.
Cette dernière tendance peut être mise en évidence par un essai dit au marbre : l'eau est laissée 24 h en contact avec du marbre finement divisé. L'évolution du TAC de l'eau donne la capacité d'agressivité de l'eau (exprimée par le {\displaystyle {\ce {CO2}}} agressif : voir plus bas).
Une eau peut être entartrante et corrosive ou non corrosive : le caractère entartrant ou agressif de l'eau est fonction de l'eau et de la température ; le caractère corrosif de l'eau est de plus fonction du matériau (acier, cuivre…) La corrosivité d'une eau caractérise son aptitude à attaquer les métaux. L'agressivité est son aptitude à dissoudre du carbonate de calcium. 
Cette étude nécessite la connaissance des différents constituants fondamentaux de l'eau (vis-à-vis de l'équilibre calco-carbonique) et des réactions qui ont lieu entre eux.
Remarque : seul le carbonate de calcium est cité car pour les eaux naturelles dites de surface ; les eaux chaudes géothermique font apparaître d'autres problèmes.

## Paramètres de l'équilibre
Cet équilibre fait intervenir le dioxyde de carbone, les ions hydrogéno-carbonates et les ions carbonates, ions qui proviennent de l'association naturelle de l'eau et du gaz carbonique, ainsi que les ions calcium et ceux qui proviennent de l'autoprotolyse de l'eau : hydroxyle et hydronium.
Le tableau suivant présente les espèces chimiques fondamentales.
| Cations   | Cations                           | Anions              | Anions                         |
| --------- | --------------------------------- | ------------------- | ------------------------------ |
| Hydronium | {\displaystyle {\ce {H+ / H3O+}}} | Hydroxyle           | {\displaystyle {\ce {OH-}}}    |
| Calcium   | {\displaystyle {\ce {Ca^2+}}}     | Carbonate           | {\displaystyle {\ce {CO3^2-}}} |
|           |                                   | Hydrogéno-carbonate | {\displaystyle {\ce {HCO3-}}}  |

On suppose de plus que l'eau est toujours au contact de carbonate de calcium : on va en effet étudier l'état d'équilibre. L'eau contient aussi du {\displaystyle {\ce {CO2}}}.
| Cations   | Cations                       | Anions    | Anions                         |
| --------- | ----------------------------- | --------- | ------------------------------ |
| Magnésium | {\displaystyle {\ce {Mg^2+}}} | Sulfates  | {\displaystyle {\ce {SO4^2-}}} |
| Sodium    | {\displaystyle {\ce {Na+}}}   | Chlorures | {\displaystyle {\ce {Cl-}}}    |
| Potassium | {\displaystyle {\ce {K+}}}    | Nitrates  | {\displaystyle {\ce {NO3-}}}   |

## Mécanismes
Le {\displaystyle {\ce {CO2}}} se dissout et réagit avec l'eau. On obtient l'ion hydrogénocarbonate {\displaystyle {\ce {HCO3-}}} et l'ion carbonate {\displaystyle {\ce {CO3^2-}}} suivant les schémas réactionnels :
(1) {\displaystyle {\ce {CO2 + H2O <=> H+ + HCO3-}}}
et  
(2) {\displaystyle {\ce {HCO3- <=> CO3^2- + H+}}}
Par ailleurs le carbonate de calcium est en équilibre avec ses ions :
(3) {\displaystyle {\ce {CaCO3 <=> Ca^2+ + CO3^2-}}}

## Logiciels de calcul des équilibres calco-carboniques
LPLWIN : calcul par la méthode Legrand-Poirier.
EQUILWIN : calculs itératifs par la méthode Hallopeau-Dubin.